# Adrián Colunga Pérez
Adrián Colunga Pérez (Oviedo, 17 de novembre de 1984) és un exfutbolista professional asturià, que ocupava la posició de davanter.

## Trajectòria
Format al planter de l'Sporting de Gijón és cedit a nombrosos equips asturians de divisions inferiors, fins que la temporada 04/05 arriba a l'equip B sportinguista. Sense debutar amb el primer planter de l'Sporting, al gener del 2006 recala a l'equip balear del Soledad i al canari del Pájara Playas, on marca 12 gols en 38 partits.
Aquesta xifra crida l'atenció d'un dels grans equips de les Canàries, la UD Las Palmas, amb qui disputa la Segona Divisió la temporada 07/08. Al quadre grancanari hi marca 13 gols. L'estiu del 2008 dona el salt a la màxima categoria al fitxar pel Recreativo de Huelva, per 2,7 milions d'euros. Al seu debut a primera divisió, hi marcaria contra el Reial Betis.
Al conjunt andalús és titular, disputa 33 partits i marca 9 gols. A finals del 2008, va estar marcant durant quatre jornades consecutives, entrant dins la història del club. A les postres, però, el Recreativo és cuer de la classificació i baixa a la categoria d'argent.
La temporada 09/10 comença en el Recreativo, fins que al mercat d'hivern hi retorna a la màxima categoria en ser fitxat pel Reial Saragossa. Durant la primera volta, el davanter havia tingut picabaralles amb els seguidors del conjunt andalús. Amb l'equip aragonès, on arriba com a cedit, marca en l'encontre del seu debut.
Durant l'estiu del 2010 és traspassat al Getafe CF per tal de fer oblidar a Roberto Soldado.
L'agost del 2014 va fitxar pel Brighton & Hove Albion de la Football League Championship anglesa.